# Namysłów
Namysłów (udtale: NAMI-swoof [naˈmɨswuf]  ( hør), tysk: Namslau) er en by ved floden Widawa i den nordvestlige del af Opole voivodskab i det sydlige Polen. Byen har 16.942(2021) indbyggere og et areal på	22,62 km². Den er administrationsby i powiatet (amt) Namysłów.

## Historie
Byen begyndte at udvikle sig i løbet af det 13. århundrede, men blev ødelagt i 1241 under den mongolske invasion af Polen. Det blev genopbygget af den polske hertug Bolesław 2. den Skaldede i 1249. I middelalderens Ostsiedlung blev den koloniseret af tyskere, som brugte det germaniserede navn Namslau. Ifølge den tyske sprogforsker Heinrich Adamy er byens navn afledt af polsk navn namysł, som betyder "at tænke".
Den lå indtil 1294 i det fragmenterede Kongedømmet Polen, og var det en del af Hertugdømmet Wrocław, derefter Hertugdømmet Głogów, i år 1312–23 var det kortvarigt sæde for hertugdømmet Namysłów, derefter var det en del af Hertugdømmet Brzeg indtil 1338, derefter det fornyede hertugdømme Namysłów igen indtil 1341, og bagefter kom det direkte under kongen Kasimir 3. af Polen indtil 1348. Et slot, først dokumenteret i 1312, var en residens for Kasimir 3. i 1341. Namysłów-traktaten, hvori Kasimir gav afkald på sine krav til Schlesien til kong Karl 4. af Bøhmen, blev underskrevet i byen i 1348. Byen var et centrum for brygning og tøjfremstilling.

## Galleri
- Sankt Peter og Paulus kirke
- Namysłów slot
- Statue af Jan Nepomuk
- Alle helgeners kapel
- Jernbanestation
- Namysłów bryggeri